# Friedrich von Stiehle
Johann Andreas Friedrich Stiehle, seit 1863 von Stiehle (* 27. Februar 1791 in Magdeburg; † 5. Januar 1874 in Magdeburg) war ein preußischer Generalleutnant.

## Leben

### Herkunft
Friedrich war der Sohn des Schönfärbers und Zichorienfabrikanten Johann Erdmann Stiehle und dessen Ehefrau Rosine Dorothea, geborene Meinecke.

### Militärkarriere
Stiehle trat am 1. Juli 1808 in das westphälische Garde-Jäger-Bataillon ein und nahm mit dem Verband 1809 anlässlich des Napoleonischen Feldzuges in Spanien an der Schlacht bei Volontina teil. Er stieg zum Leutnant auf und wurde Mitte März 1811 als Adjointmajor in das 2. Linienregiment versetzt. Mit diesem Regiment nahm er 1812 am Russlandfeldzug von 1812 teil. Er kämpfte in den Schlachten bei Wilna, Kowno, Borodino, Koletzkoi, Krasnoi sowie an der Beresina. Stiehle wurde am 1. April 1813 Hauptmann. Nach der Niederlage der französischen Armee bei Leipzig im Oktober 1813 löste sich das Königreich Westphalen auf.
Daraufhin wechselte Stiehle in preußische Dienste und wurde am 20. November 1813 als Kompanieführer im 2. Elb-Landwehr-Infanterie-Regiment angestellt. Während der Befreiungskriege befand er sich bei den Belagerungen von Torgau, Magdeburg, Maubeuge, Landrecies, Rocroy sowie den Schlachten bei Ligny, Belle Alliance, Wavre und Namur.
Am 28. Dezember 1815 wurde er zum Premierleutnant befördert und am 9. Juni 1816 in das 32. Infanterie-Regiment versetzt. Dort avancierte Stiehle am 21. März 1818 zum Kapitän und Kompaniechef. Vom 1. April bis zum 30. September 1829 kommandierte er dann das Lehr-Infanterie-Bataillon. Am 14. Juni 1833 wurde er dann zum Major befördert und war vom 30. März 1834 bis zum 29. März 1840 Kommandeur des Landwehr-Bataillons im 33. Infanterie-Regiment. Anschließend in das 14. Infanterie-Regiment versetzt, wurde Stiehle am 22. März 1843 Oberstleutnant und am 31. März 1846 mit der Beförderung zum Oberst mit der Führung des 33. Infanterie-Regiments beauftragt. Am 5. Oktober 1846 erfolgte seine Ernennung zum Regimentskommandeur. Zum Andenken erhielt  er hier einen von dem Hofgoldschmied Johann George Hossauer gefertigten silbernen Huldigungspokal. Daran schloss sich unter Aggregation seines Regiments am 21. Juli 1849 eine Verwendung als Kommandant von Danzig an. Im Herbst 1849 wurde er erster Direktor der Kriegsschule Potsdam. Am 16. Juni 1850 wurde Stiehle Kommandeur der 2. Infanterie-Brigade und in dieser Stellung am 22. September 1851 zum Generalmajor befördert. Unter Verleihung des Charakters als Generalleutnant erhielt er am 10. März 1855 seinen Abschied mit einer Pension.
Stiehle wurde am 6. August 1863 in den erblichen preußischen Adelstand erhoben und starb am 5. Januar 1874 in Magdeburg.
In seiner Beurteilung schrieb 1847 der General Graf Dohna: „Durch seine militärische Bildung, seine Fähigkeiten und einen ehrenwerten Charakter zu seiner gegenwärtigen Stellung als Regimentskommandeur vollständig geeignet, mach er sich in derselben sehr nützlich, indem er nicht allein auf die vorschriftsmäßige Ausbildung der Mannschaften des Regiments und die Aufrechterhaltung des Disziplin in demselben, sondern auch auf dem Geist des Offizierskorps in angemessener Weise mit gutem Erfolge einzuwirken versteht. Er besitzt fortdauernd die ungeteilte Achtung seiner Untergebenen. Die Felddienstübungen seines Regiments hat er auch in diesem Jahre zweckmäßig geleitet. Von der Krankheit, an welcher er im vorigen Winter litt, war er schon in diesem Frühjahr vollständig hergestellt. Von tadeloser Moralität.“

### Familie
Stiehle heiratete am 25. Januar 1820 in Magdeburg Elisabeth Friederike Karoline Töpke, eine Tochter des Schönfärbers Christian Töpke. Aus der Ehe ging der spätere preußische General der Infanterie Friedrich Wilhelm Gustav (1823–1899) hervor.